# 阿尔盖达 (巴利阿里群岛)
阿尔盖达（西班牙语）是西班牙巴利阿里群岛的一个市镇。总面积90平方公里，总人口3749人（2001年），人口密度42人/平方公里。